# Arco-Íris
Arco-Íris es un municipio brasilero del estado de São Paulo. Su población estimada en 2004 era de 2260 habitantes. Su área es de 261,9 km². Altitud: 419 m.

## Clima
El clima de Arco-Íris puede ser clasificado como clima tropical de sabana (Aw), de acuerdo con la clasificación climática de Köppen.

## Historia
Fue separado de Tupã en 1997. Era distrito y hoy es municipio.

## Geografía

### Demografía
Datos del Censo - 2000
Población total: 2.163
- Urbana: 1.068
- Rural: 1.095
- Hombres: 1.143
- Mujeres: 1.020

Densidad demográfica (hab./km²): 8,26
Mortalidad infantil hasta 1 año (por mil): 22,65
Expectativa de vida (años): 67,96
Tasa de fertilidad (hijos por mujer): 2,02
Tasa de alfabetización: 82,08%
Índice de Desarrollo Humano (IDH-M): 0,708
- IDH-M Salario: 0,616
- IDH-M Longevidad: 0,716
- IDH-M Educación: 0,793

(Fuente: IPEAFecha)

### Hidrografía
- Río Feio
- Arroyo Iacri

### Carreteras
- SP-294

## Religión
El Cristianismo está presente en la ciudad de la siguiente manera:

### Iglesia Católica
La iglesia católica del municipio forma parte de la Diócesis de Marília.

### Iglesia Protestante
En la ciudad están presentes las más diversas creencias evangélicas, principalmente pentecostales, incluidas las Asambleas de Dios de Brasil (la iglesia evangélica más grande del país), Congregación Cristiana, entre otras. Estas denominaciones están creciendo cada vez más en todo Brasil.